# 狄恩元气
狄恩元气（日语：／ Dean Genki，1991年12月30日—），日本男子田径运动员，2013年东亚运动会男子标枪铜牌得主、2023年亚洲田径锦标赛男子标枪金牌得主、2022年亚洲运动会男子标枪铜牌得主。